# Estelita

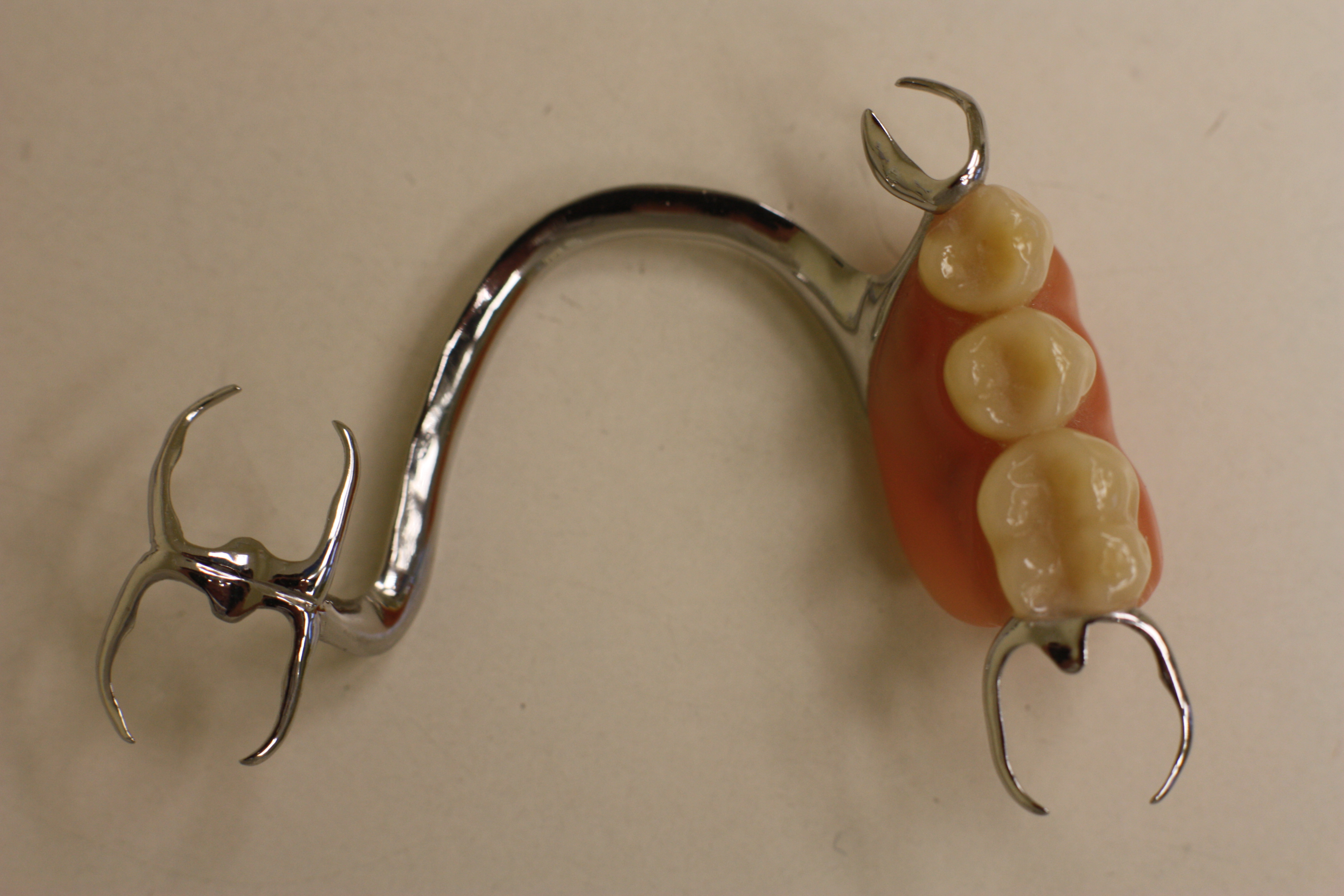
L'estelita s'empra per a fabricar les parts metàl·liques de pròtesis dentals

L'estelita és un aliatge que forma part d'una família molt resistent al desgastament i la corrosió, i que conté entre un 20 i un 65% de cobalt, Co, de l'11 al 32% de crom, Cr, entre el 2 i el 5% de tungstè, W, i petites proporcions d'altres metalls. Fou inventat per Elwood Haynes, un inventor nord-americà i metal·lúrgic, el 1906. Haynes descobrí l'alta resistència mecànica, a la corrosió i al desgast del sistema binari de cobalt-crom i l'efecte que l'enfortiment dels elements d'aliatge com el tungstè i el molibdè. El 1912 a Kokomo fundà la Haynes Stellite Company. S'empra en pròtesis dentals i per a eines de tall.